# Оноприенко, Андрей Анатольевич
 Андрей Анатольевич Оноприенко (28 июня 1972, Дрезден — 1 января 1995, Грозный) — командир гранатомётного взвода 2-го мотострелкового батальона 131-й отдельной Краснодарской Краснознамённой орденов Кутузова и Красной Звезды казачьей мотострелковой бригады, лейтенант. Кавалер ордена Мужества (1995 посмертно).

## Биография
Родился 28 июня 1972 года в г. Дрезден ГДР в семье военнослужащего. В 1989 году окончил 10 классов средней школы № 17 города Майкоп Адыгейской Автономной области.
В Вооруженных Силах с 28.08.1989 г.
В 1994 г. окончил Санкт-Петербургское высшее общевойсковое командное училище. Из выпускной аттестации:

 ТЕКСТ АТТЕСТАЦИИ:
За время учебы и службы в училище проявил себя дисциплинированным, исполнительным и трудолюбивым курсантом. К порученному относится ответственно, но для достижения поставленной перед собой цели недостаточно настойчив. Программу обучения усвоил полностью. Изучил основы вооружения, бронетанковой техники и эксплуатации боевых машин. Имеет удостоверение механика-водителя 3 класса и права водителя автомобиля категории «с». Уверенно стреляет из вооружения БМП и БТР, всех видов стрелкового оружия.
По тактической подготовке имеет хорошие знания и навыки в организации боя мсв, мер, умеет ориентироваться на незнакомой местности, может работать на средствах связи батальонной сети.
Физически развит отлично. В полном объеме изучил требования общевоинских уставов и, руководствуется ими в повседневной жизни. Требователен к себе и подчиненным. Способен удерживать товарищей от недостойных поступков. Лично дисциплинирован, трудолюбив и исполнителен. Может применять на практике полученные знания и командирские навыки для организации и проведения занятий по боевой подготовке, обучению и воспитанию личного состава. В строевом отношении подтянут. Корректен и выдержан, в быту скромен. Морально устойчив, честен и бескорыстен. Военную и государственную тайну хранить умеет.
Вывод по аттестации:
Достоин выпуска из училища, присвоения первого офицерского звания «лейтенант» и назначения на должность командира мотострелкового взвода
— 
Лейтенант, командир гранатомётного взвода 2-го мотострелкового батальона 131-й отдельной мотострелковой бригады 67-го армейского корпуса СКВО.
Принимал участие в боевых действиях на территории Чеченской Республики с 04 декабря 1994 г.
Погиб 1 яеваря 1995 года в г. Грозный.
В ходе боя в районе железнодорожного вокзала г. Грозный А. Оноприенко будучи раненным, продолжал вести бой и лично вынес из-под огня девятнадцать раненых.
Награжден орденом Мужества (посмертно). Из представления к награждению:

С 31 декабря 1994 года на 1 января 1995 года в боях с бандформированиями в районе железнодорожного вокзала города Грозного лейтенант ОНОПРИЕНКО А. А. проявил беспримерное мужество и героизм.
В ходе боя лейтенант ОНОПРИЕНКО А. А. метким огнем своего танка уничтожил три единицы бронетехники и более двадцати боевиков. Его танк был подбит. Раненый и контуженый он продолжал вести бой и лично вынес из под огня девятнадцать раненых.
Лейтенант ОНОПРИЕНКО А. А. погиб, совершив геройский подвиг по спасению своих товарищей
— 
Похоронен в г. Майкоп Респ. Адыгея.

## Семья
- Отец — Анатолий Андреевич Оноприенко
- Мать — Оноприенко

## Память
На могиле установлен памятник

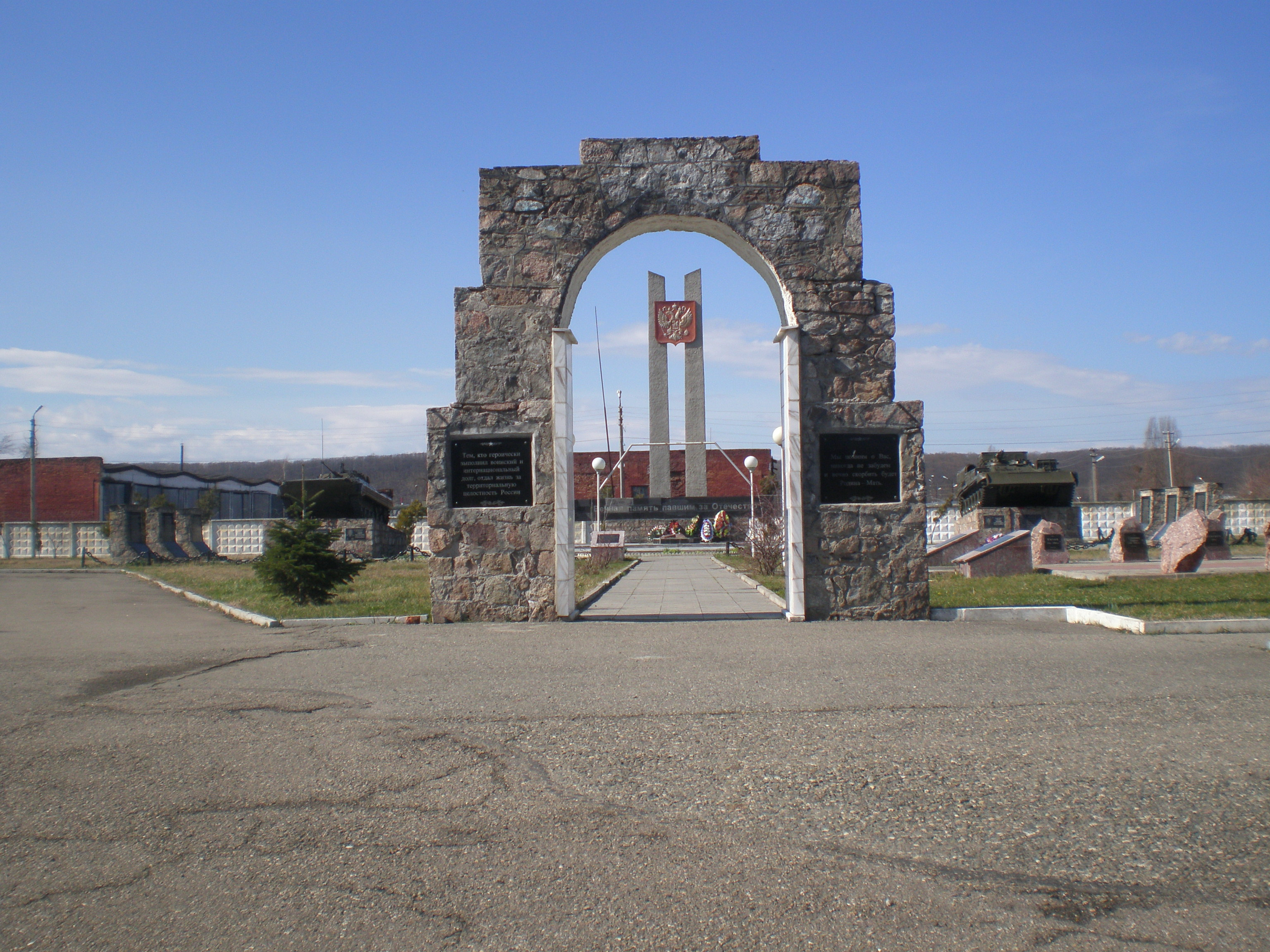
Мемориал воинам, павшим в локальных конфликтах, Майкоп

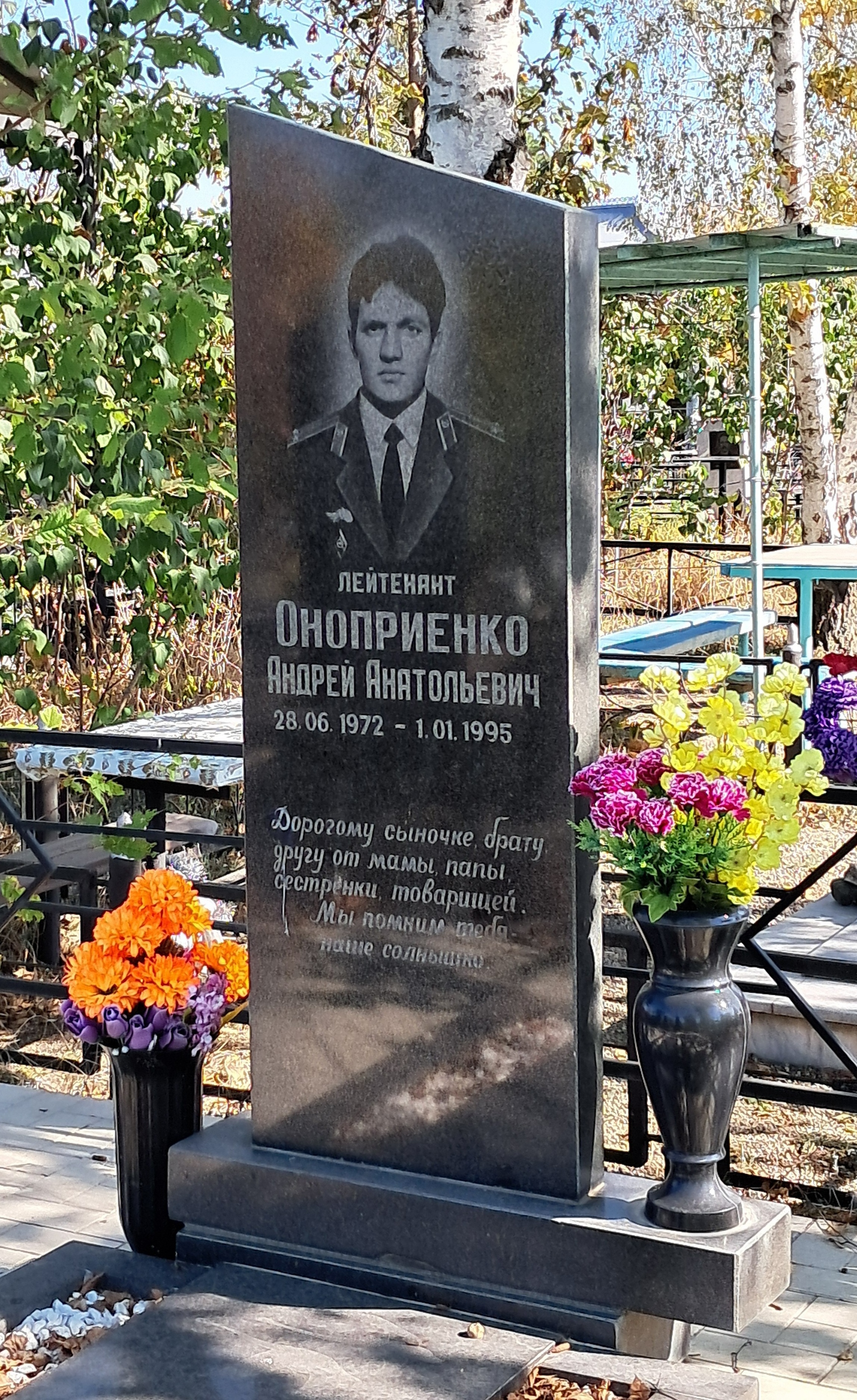
Памятник Оноприенко А. А. Майкопское кладбище 2024

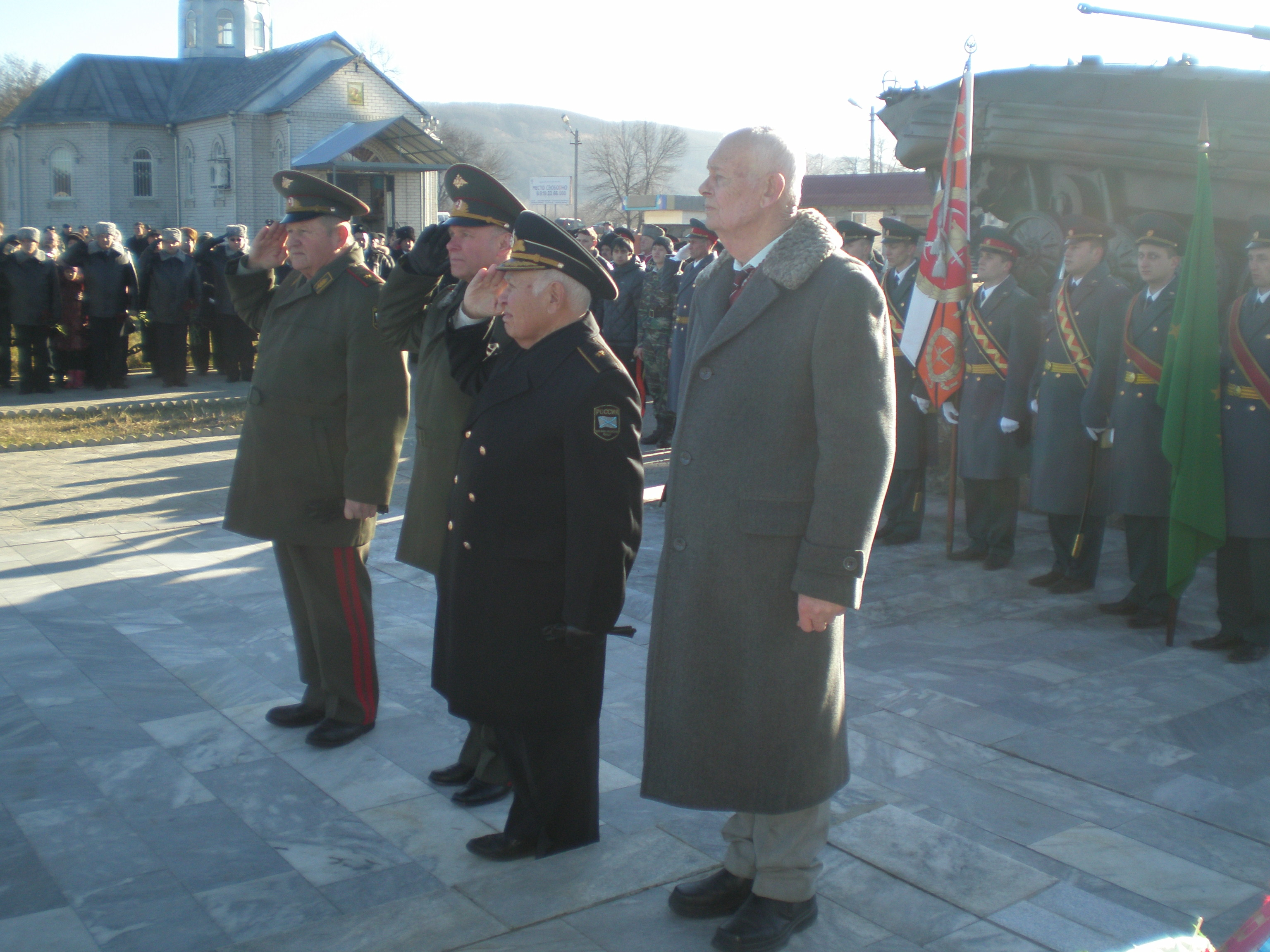
В День памяти погибших в локальных конфликтах у памятника воинам бригады. Генералы А. А. Дорофеев, Ю. Н. Колягин, М. М. Тхагапсов, Ю. Ф. Щепин. Майкоп, 2 января 2013 года

- 2 января в Адыгее Законом республики установлен День памяти воинов, погибших в локальных конфликтах[2]; В Майкопе воздвигнут мемориал, посвящённый воинам, павшим в локальных конфликтах и установлена мемориальная доска, погибшим воинам[3]. Каждый год 2-го января на мемориале проводится торжественно-траурная перекличка погибших воинов.